# قائمة زملاء الجمعية الملكية المنتخبين في 1992
هذه الصفحة تعرض قائمة زملاء الجمعية الملكية المُنتخبين لعام 1992.

## الزملاء
- Michael Mingos [الإنجليزية]‏
- Alain Townsend [الإنجليزية]‏
- William Joseph Whelan [الإنجليزية]‏
- Roddam Narasimha [الإنجليزية]‏
- نايجل وايس
- John Bryce McLeod [الإنجليزية]‏
- يان غرانت
- Gordon Plotkin [الإنجليزية]‏
- Charles Nicholas Hales [الإنجليزية]‏
- Leslie Sydney Dennis Morley [الإنجليزية]‏
- إندل تولفينج
- ديفيد نيل باين
- أندرو ن. سكوفيلد
- Paul H. Harvey [الإنجليزية]‏
- ألوين جونز [الإنجليزية]‏
- إليزابيث بلاكبيرن
- جون أوكيف
- سوزان كوري
- Geoffrey Boulton [الإنجليزية]‏

## الأعضاء الأجانب
- ماساو إيتو
- Luigi Luca Cavalli-Sforza [الإنجليزية]‏
- بول برغ